# 2e étape du Tour d'Espagne 2010
La 2e étape du Tour d'Espagne 2010 s'est déroulée le dimanche 29 août 2010 entre Alcalá de Guadaíra et Marbella sur 173 km. La victoire est revenue au sprint au Biélorusse Yauheni Hutarovich (FDJ). Le Brintannique Mark Cavendish, deuxième de l'étape conserve son maillot rouge de leader.

## Profil de l'étape
Cette étape comprend le premier col comptant pour le classement de la montagne de cette édition : la côte de Pruna (3e catégorie) au kilomètre 74. Le nouveau maillot blanc à pois bleu est donc décerné à l'issue de cette étape. Le parcours est relativement plat même si la route est vallonnée entre les kilomètres 40 et 130. Le parcours atteint 1 000 mètres d'altitude, puis lors des 40 dernières kilomètres, les coureurs descendent jusqu'au niveau de la mer.

## Côtes
Étant donné l'arrivée en nocturne de l'étape précédente dans les rues de Séville, les organisateurs ont organisé un départ plutôt tardif à 13 h 30 avec un parcours avec une seule côte répertoriée.
- Côte de Pruna (3e catégorie)

|   | Cycliste             | Équipe             | Pts |
| - | -------------------- | ------------------ | --- |
|   | Mickaël Delage       | Omega Pharma-Lotto | 3   |
| 2 | Javier Ramírez Abeja | Andalucía-Cajasur  | 2   |
| 3 | Johnnie Walker       | Footon-Servetto    | 1   |

## La course
L'étape du jour voit une échappée partir dès les premiers kilomètres. On retrouve quatre coureurs : les Français Mickaël Delage (Omega Pharma-Lotto) et Mickaël Buffaz (Cofidis), l'Espagnol Javier Ramírez (Andalucía-Cajasur) et l'Américain Johnnie Walker (Footon-Servetto).
Les hommes de tête vont compter jusqu'à 7  minutes d'avance, avant de voir leur avance diminuer régulièrement. On assiste à un sprint au sommet de la côte de Pruna (3e catégorie), qui attribue le premier maillot à pois du classement de la montagne. Buffaz en lançant le sprint tombe et doit abandonner, victime d’une fracture de la clavicule. C'est finalement Mickaël Delage qui passe en tête et s'empare du premier maillot de leader du grand prix de la montagne.
À 30 km de l'arrivée Marcos García (Xacobeo Galicia) rejoint le trio de tête puis Johnnie Walker choisit de partir seul, mais le retour du peloton reste inéluctable. Lepeloton est emmené par l'équipe du leader, la Team HTC-Columbia qui compte sur Mark Cavendish pour jouer la gagne de l'étape. Les échappées sont repris dans les 15 derniers kilomètres.
Yauheni Hutarovich (FDJ) s'impose au sprint, devant les favoris du jour Mark Cavendish et  Tyler Farrar (Garmin-Transitions). Le Biélorusse prend la tête du classement par points. Cavendish reste en rouge, Delage prend la tête du classement de la montagne et la Team HTC-Columbia domine toujours le classement par équipes.

## Classement de l'étape

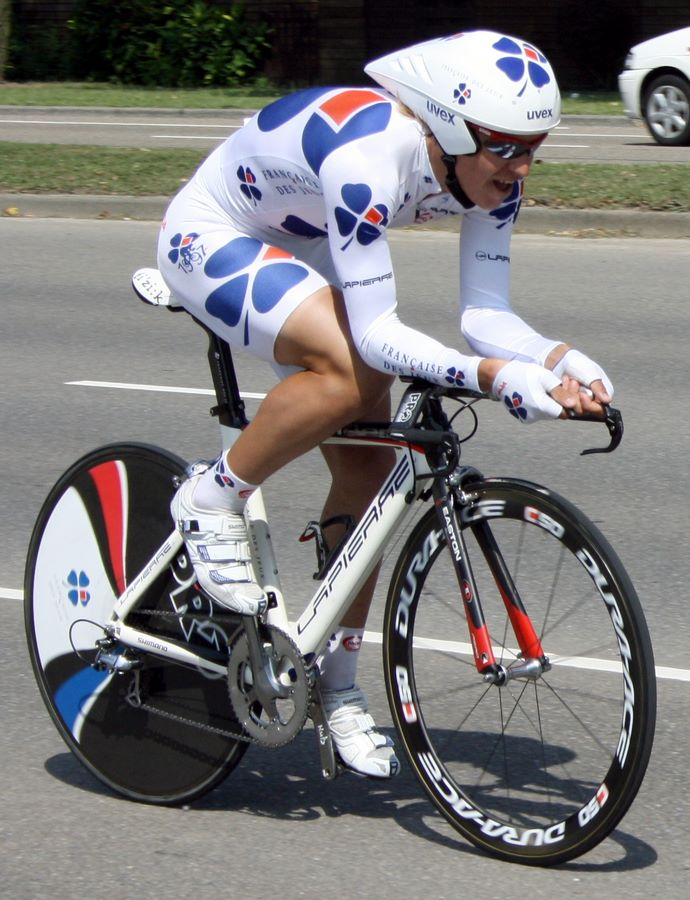
Yauheni Hutarovich remporte sa première victoire sur un grand tour

|    | Coureur                | Pays        | Équipe              |    | Temps           |
| -- | ---------------------- | ----------- | ------------------- | -- | --------------- |
| 1  | Yauheni Hutarovich     | Biélorussie | FDJ                 | en | 4 h 35 min 41 s |
| 2  | Mark Cavendish         | Royaume-Uni | Team HTC-Columbia   | +  | m.t.            |
| 3  | Tyler Farrar           | États-Unis  | Garmin-Transitions  |    | m.t.            |
| 4  | Alessandro Petacchi    | Italie      | Lampre-Farnese Vini |    | m.t.            |
| 5  | Manuel António Cardoso | Portugal    | Footon-Servetto     |    | m.t.            |
| 6  | Koldo Fernández        | Espagne     | Euskaltel-Euskadi   |    | m.t.            |
| 7  | Ben Swift              | Royaume-Uni | Team Sky            |    | m.t.            |
| 8  | Robert Förster         | Allemagne   | Team Milram         |    | m.t.            |
| 9  | Denis Galimzyanov      | Russie      | Team Katusha        |    | m.t.            |
| 10 | Andreas Stauff         | Allemagne   | Quick Step          |    | m.t.            |

## Classement général
|    | Coureur             | Pays             | Équipe             |    | Temps           |
| -- | ------------------- | ---------------- | ------------------ | -- | --------------- |
| 1  | Mark Cavendish      | Royaume-Uni      | Team HTC-Columbia  | en | 4 h 49 min 35 s |
| 2  | Kanstantsin Siutsou | Biélorussie      | Team HTC-Columbia  | +  | 12 s            |
| 3  | Peter Velits        | Slovaquie        | Team HTC-Columbia  |    | 12 s            |
| 4  | Tejay van Garderen  | États-Unis       | Team HTC-Columbia  |    | 12 s            |
| 5  | Matthew Goss        | Australie        | Team HTC-Columbia  |    | 12 s            |
| 6  | Lars Ytting Bak     | Danemark         | Team HTC-Columbia  |    | 12 s            |
| 7  | Hayden Roulston     | Nouvelle-Zélande | Team HTC-Columbia  |    | 12 s            |
| 9  | Tyler Farrar        | États-Unis       | Garmin-Transitions |    | 21 s            |
| 9  | Daniele Bennati     | Italie           | Liquigas-Doimo     |    | 22 s            |
| 10 | Vincenzo Nibali     | Italie           | Liquigas-Doimo     |    | 22 s            |

## Abandons
- Mickaël Buffaz[3] (Cofidis) : abandon à la suite d'une fracture de la clavicule
- Arkaitz Durán[4] (Footon-Servetto) : arrivé hors-délais